# ハバナ州

ハバナ州
Provincia de La Habana

ハバナ州（はばなしゅう、西：Provincia de la Habana）はキューバの州（地方行政区分）のうちのひとつである。キューバで用いられるスペイン語ではラ・アバナが正確な読みとなるが、日本政府がハバナと英語読みしていることに基づき、本項目でもハバナと記述する。
2011年1月1日、アルテミーサ州とマヤベケ州の2つの新しい州に分割された。

## 地理

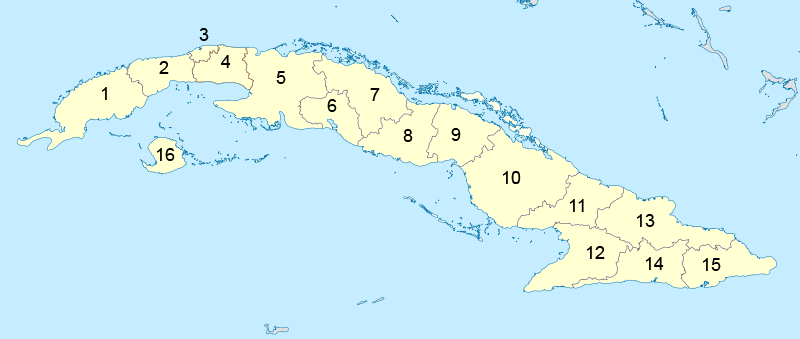
3がハバナ市、2と4を合わせたものが旧ハバナ州

キューバの西部にある。州の中央部にはハバナ（ラ・アバーナ）市があるが、1976年の再編成によってハバナ市は単独の行政区域として州から分けられており、州の区域にハバナ市は含まれない。
ハバナ州は中央部ではハバナ市に囲むように、西側ではピナール・デル・リオ州に、東側ではマタンサス州にそれぞれ接している。州の南北はカリブ海との海岸線となっており、特に州の南側の海岸線は湿地や沼沢地が特徴的である。 州の人口は711,066人（2002年調査時）である。ハバナに次いで二番目に大きい都市（つまり州で最大の都市）はArtemisa（人口8万1209人）である。州内には多数の町と、島内で20～40番目の大きさである小都市がいくつかある。 

## 産業
州の農業は食料生産、主に牛、ジャガイモ、果物の生産が中心であり、キューバの他地域とは異なって砂糖やタバコの生産は州経済の僅かな部分しか占めていない。また、大規模な発電所や製糖工場が存在するなど、州内は産業化が進んでいる。

## 自治体
| 自治体名                 | 人口 (2004) | 面積 (km²) | 備考 |
| ------------------------ | ----------- | ---------- | ---- |
| Alquizar                 | 29616       | 193        |      |
| Artemisa                 | 81209       | 690        |      |
| Batabanó                 | 25664       | 187        |      |
| Bauta                    | 45509       | 157        |      |
| Bejucal                  | 25425       | 120        |      |
| Caimito                  | 36813       | 238        |      |
| Guanajay                 | 28429       | 113        |      |
| Güines                   | 68951       | 445        |      |
| Güira de Melena          | 37838       | 178        |      |
| Jaruco                   | 25658       | 276        |      |
| Madruga                  | 30640       | 464        |      |
| Mariel                   | 42504       | 269        |      |
| Melena del Sur           | 20445       | 227        |      |
| Nueva Paz                | 24277       | 515        |      |
| Quivicán                 | 29253       | 283        |      |
| San Antonio de los Baños | 46300       | 127        |      |
| San José de las Lajas    | 69375       | 591        |      |
| San Nicolás              | 21563       | 242        |      |
| Santa Cruz del Norte     | 32576       | 376        |      |

出典: 2004年国勢調査; Area from 1976 municiapal re-adjustment

## 人口統計
2004年に、ハバナ州の人口は72万2045人であった。州面積は5731.59km2。州の人口密度は1km2あたり126.0人である。